# Stegania altaica
Stegania altaica är en fjärilsart som beskrevs av Eugen Wehrli 1939. Stegania altaica ingår i släktet Stegania och familjen mätare. Inga underarter finns listade i Catalogue of Life.